# Arie M. Oostlander
Arie M. Oostlander (n. 28 martie 1936, Oude Wetering⁠(d), Olanda de Sud, Țările de Jos – d. 21 aprilie 2019, Doetinchem⁠(d), Gelderland, Țările de Jos) a fost un om politic neerlandez, membru al Parlamentului European în perioada 1999-2004 din partea Țărilor de Jos.